# Leicester Arena
Die Leicester Arena ist eine Mehrzwecksporthalle in der englischen Stadt Leicester. Seit 2024 trägt sie den Sponsornamen Mattioli Arena.
Sie wurde 2016 als Heimspielstätte des britischen Basketballerstligisten Leicester Riders in Betrieb genommen. Bei Basketballspielen finden bis zu 2400 Zuschauer Platz, die maximale Kapazität beträgt 3000 Zuschauer. Seit 2019 wird die Halle auch für Profiturniere der Darts- und Snookertour genutzt.

## Geschichte

### Entstehung
Bis in die 2000er Jahre trugen die Leicester Riders ihre Heimspiele im John Sandford Centre aus. Das Gebäude war 1909 errichtet und nach dem Zweiten Weltkrieg vom Leicester College als Sportstätte genutzt worden. Nach der Vereinsgründung war es auch Spielstätte des Basketballvereins. Das Gründungsmitglied der britischen Profiliga konnte in dem Edwardianischen Bau vor maximal 800 Zuschauern spielen. Mitte der 2010er Jahre plante der Verein zusammen mit dem College und der Gemeinde Leicester eine moderne Arena mit mindestens dreifacher Kapazität. Finanzielle Unterstützung erhielten sie außerdem vom nationalen Fonds Sport England und der Leicestershire Enterprise Partnership.
Das Bauprojekt begann mit der Geländesuche in der zweiten Jahreshälfte 2013. Die Bauarbeiten dauerten bis zum Januar 2016 und umfassten Kosten für die Halle von 1,3 Millionen und Gesamtkosten inklusive Bodensanierung und Infrastruktur in Höhe von 4,6 Millionen £. Die Halle wurde am 27. Januar eröffnet, ein Pokalspiel der Leicester Riders drei Tage später war die erste offizielle Veranstaltung. Neben den Riders nutzen auch die Leicester Cobras, ein Rollstuhlbasketballverein, sowie das College das Gebäude als Veranstaltungsstätte. Um die sportliche Nutzung flexibler zu gestalten, erfolgte 2022 der Anbau einer zusätzlichen Halle mit zwei Sportfeldern. Betrieben wird die Arena von der gemeinnützigen Leicester Community Sports Arena Ltd., die den Grund und Boden für 125 Jahre von der Gemeinde gepachtet hat.
Mit 2400 Zuschauern bei Basketballspielen und einer Kapazität bis zu 3000 Zuschauern für Konzerte und andere Veranstaltungen ist die Leicester Arena die größte Veranstaltungshalle in den East Midlands.

### Nutzung
Hauptnutzer sind die Leicester Riders und die Leicester Cobras sowie das Leicester College. Dazu kommen andere Veranstaltungen aus Sport und Kultur. Mit der Champions League of Darts 2019 wurde erstmals ein internationales Dartturnier in der Arena veranstaltet. Seitdem wurde die Halle immer wieder für größere Turniere gebucht. Dasselbe gilt für die Snookerprofitour, die mit der Championship League 2019/20 erstmals nach Leicester kam und den Ort danach für Qualifikationsspiele und größere Turniere nutzte.

### Namensrechte
Um Geldeinnahmen für die Instandhaltung zu erzielen, wurden die Namensrechte 2018 an das lokale pharmazeutische Unternehmen Morningside verkauft. Der Drei-Jahres-Vertrag wurde 2021 verlängert. Nach Auslaufen des Vertrags verfiel die Bezeichnung Morningside Arena. Die Sportstätte wurde 2024 umbenannt in Mattioli Arena in Anerkennung der Unterstützung des Ian & Clare Mattioli Charitable Trust, der sich unter anderem mit einer Schenkung von 500.000 £ an der Erweiterung zwei Jahre zuvor beteiligt hatte.